# Autopista AP-46
Die Autopista AP-46, Autopista del Guadalmedina oder Autopista de Málaga ist eine mautpflichtige Autobahn in Spanien. Die Autobahn beginnt im Norden in Villanueva de Cauche (Gemeindegebiet Antequera) als Abzweigung von der Autovía A-45 und endet als Einmündung in die Autovía A-7 in Málaga. 
Die Verbindung hat auf ihrer Länge von 24,5 Kilometern keine Auf- und Abfahrten.
In einem Nebental etwa 3 Kilometer östlich verläuft parallel dazu die Autovía A-45, die mautfrei zu benutzen ist, allerdings engere Kurvenradien, größere Steigungen und Gefälle aufweist. 

## Größere Städte an der Autobahn
- Málaga